# Encuentros de Pamplona
Los Encuentros de Pamplona fueron un festival de arte de vanguardia, música concreta y electroacústica, performance, cine experimental y poesía visual, celebrado en la capital de Navarra entre el 26 de junio y el 3 de julio de 1972. Patrocinados por Grupo Huarte, con la dirección del grupo ALEA y singularmente del compositor Luis de Pablo y el artista José Luis Alexanco, congregaron en Pamplona a más de trescientos artistas nacionales e internacionales de primer nivel.
Se consideran un referente del arte experimental en España, tanto por la calidad de las obras presentadas y de los artistas que intervinieron, como por su singularidad en el contexto cultural del franquismo, en el entorno de una capital de provincias de tradición conservadora y católica, y en el ambiente marcado por la tensiones políticas y sociales de los últimos años de la dictadura. Manuel Borja-Villel, director del Museo Nacional Centro de Arte Reina Sofía, definía los Encuentros como "el acontecimiento más importante de la segunda mitad del siglo XX en España”.

## Historia
La familia Huarte, originaria de Pamplona y propietaria de una de las empresas contratistas más importantes de España entre los años treinta y setenta del siglo XX, responsable de la construcción del edificio de Nuevos Ministerios, del Valle de los Caídos y Torres Blancas, entre otras muchas obras, desarrolló una importante actividad de mecenazgo desde los años cincuenta. En particular, los hermanos Jesús y Juan Huarte Beaumont promovieron la arquitectura y el arte vascos,estableciendo una relación muy estrecha con Sáenz de Oiza y Jorge Oteiza, así como otras figuras cercanas a los dos como Daniel Fulluando, Pablo Palazuelo o Pedro Manterola. Fundó la productora XFilms, financió la revista Nueva Forma y promovió el laboratorio de música electrónica, grupo ALEA, de Luis de Pablo.
Como cuenta el codirector de los Encuentros José Luis Alexanco: "En verano de 1971 tuvo lugar en Buenos Aires el estreno de Soledad Interrumpida, obra plásticoacústica de la que Luis de Pablo y yo somos autores. (...) En otoño, y de vuelta a Madrid, la familia Huarte encargó a De Pablo, la organización de una serie de conciertos ‘in memoriam’ de su padre Don Félix, recientemente fallecido. Con este motivo, la continuación de nuestras reflexiones fue tomando la forma de un festival de arte que no sólo se limitara a la música y que, además, fuera creado y diseñado por los propios artistas. La familia Huarte entendió la idea, la financió, colaboró y nos defendió. Además no impuso nada. Con esta fundamental complicidad y el apoyo de la Diputación y el Ayuntamiento de Pamplona (ciudad elegida por razones obvias) fue tomando forma un proyecto cada vez más ambicioso, que desembocó en el verano de 1972”.

## Festival
Participaron en los Encuentros John Cage, David Tudor, Steve Reich, Laura Dean, Dennis Openheim, Sylvano Bussotti, Isidoro Valcarcel Medina, José Antonio Sistiaga, Ignacio Gómez de Liaño, grupo ZAJ  y Equipo Crónica. Estos últimos distribuyeron por el festival varios ejemplares de su Espectador de espectadores. Se mostraron obras de arte efímero, body-art, arte conceptual y land art de André, Christo, De Maria, Dibbets, Ginzburg, Kosuth, Manzini, Muntadas, Nannucci y Serra. 
En el Hotel de los Tres Reyes se presentó la exposición "Generación automática de formas plásticas y sonoras"

, bajo el comisariado del director del Centro de Cálculo de Madrid, Ernesto García Camarero, que agrupó a otros 43 artistas. Los españoles Alexanco, Arrechea, Barbadillo e Yturralde, compartieron espacio en ella con Berni, Benedit, Vaggione y Xenakis, y otros artistas más, para plantear al unísono la consistencia del Arte Programado, producto de una estética calculada matemáticamente, que combina gráficas, puntos, contornos y música, con ayuda de ordenadores.
Se presentaron también ejemplos de otras culturas poco conocidas del mundo oriental y del arte popular, como el vietnamita Trân Van Khê, el iraní Hossein Malek o el Kathakali de Kerala. Esa idea de fusión incluía también la txalaparta de los hermanos Artze, entonces un sonido totalmente desconocido por la cultura general, y el flamenco de Diego del Gastor. 
El festival ocupó todo el centro de Pamplona. Hubo actuaciones en el frontón Labrit, el Hotel de los Tres Reyes, el Hotel Maisonnave, varios cines y locales, en la Ciudadela, en el Paseo Sarasate y en el espacio público de la ciudad. Las cúpulas neumáticas ideadas por el arquitecto José Miguel de Prada Poole e instaladas en una explanada frente al Gobierno Militar para albergar los debates dejaron una de las imágenes más representativas del espíritu del festival.
Pío Guerendiáin y Koldo Chamorro documentaron fotográficamente los Encuentros.

## Polémica
El festival se desarrolló en un momento político conflictivo en España y en el País Vasco, del que el mundo del arte no era ajeno. La organización terrorista ETA colocó dos explosivos al inicio de los Encuentros. El Partido Comunista de España boicoteó la celebración por considerar la cita una expresión de "arte oligarca" que podía lanzar al mundo un falso e inconveniente mensaje de modernidad bajo la dictadura. El aparato del franquismo calificó el evento como "una invitación a llenar la ciudad de putas y maricones", según recuerda Alexanco.
La "Muestra de Arte Vasco", comisariada por Santiago Amón, fue uno de los focos de la polémica. Se retiró una obra del pintor vizcaíno Dionisio Blanco, contra el proceso de Burgos, lo que provocó la renuncia de otros artistas como Agustín Ibarrola. Oteiza no acudió porque lo hacía Chillida y este mandó retirar su obra el día antes del inicio. 
Al año siguiente ETA secuestró a Felipe Huarte y la familia abandonó toda actividad pública de mecenazgo, truncando cualquier posible continuidad inmediata del festival.

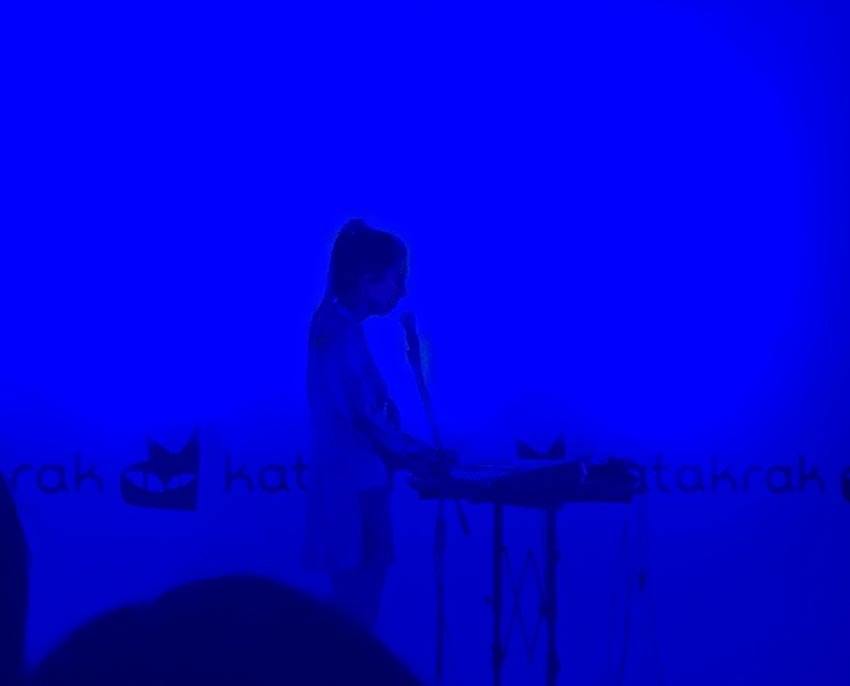
Actuación de la cantante Verde Prato en los Encuentros de Pamplona 72-22

## Encuentros de Pamplona 72 - 22
Con motivos del cincuentenario, se celebraron en Pamplona en octubre de 2022 los Encuentros de Pamplona 72 - 22, que incluyeron debates con escritores y pensadores como la Nobel Svetlana Aleksiévich, Peter Sloterdijk, Adriana Cavarero y Donatella Di Cesare, entre otros, y actuaciones como las del Niño de Elche y Raúl Refree, la compañía de circo Baró d’Evel, la coreógrafa Sol Picó, la cantante Verde Prato y la experiencia de arte comunitario de Inés Boza y Edurne Arizu.